# Mălina Olinescu
Mălina Olinescu (* 29. Januar 1974 in Bukarest; † 12. Dezember 2011 ebenda) war eine rumänische Sängerin.

## Leben
Olinescus musikalische Karriere begann 1995, mit Auftritten bei Musikfestivals wie Mamaia und Cerbul de Aur. 1997 erzielte sie mit Mi-e Dor De Tine ihren ersten landesweiten Hit. Ein Jahr später gewann sie die Selecția Națională, die rumänische Vorentscheidung zum Eurovision Song Contest, mit dem Lied Eu cred (deutsch: „Ich glaube“). In Birmingham beim Eurovision Song Contest 1998 erreichte das Lied jedoch nur den 22. Platz mit 6 Punkten, die aus Israel kamen. Kurze Zeit später erschien ihr Album Pot Să Zbor. Im Jahr 2003 trat Olinescu mit dem Lied Tăcerea Doare erneut beim rumänischen Vorentscheid zum Eurovision Song Contest an.
Am 12. Dezember 2011 beging Olinescu Suizid, indem sie aus dem Fenster ihrer im sechsten Stock gelegenen Wohnung sprang.